# Forte de São João Batista da Foz
Forte de S. João da Foz
O Forte de São João Baptista da Foz, também conhecido como Castelo de São João da Foz ou Fortaleza da Foz do Douro, localiza-se na Foz do Douro, na freguesia atual de Aldoar, Foz do Douro e Nevogilde, no município e Distrito do Porto, em Portugal.
Ergue-se em posição dominante na barra do rio Douro, guarnecendo o acesso fluvial à cidade do Porto.
O Forte de São João Baptista da Foz encontra-se classificado como Imóvel de Interesse Público desde 1967.

## História
Iniciado durante o reinado de D. Sebastião (1557-1578), em 1570, sob a supervisão de João Gomes da Silva, diplomata e homem de confiança da Corte (autoria do mestre de fortificações Simão de Ruão, filho de João de Ruão), constituía-se numa simples estrutura abaluartada, envolvendo o hospício (mosteiro) e a igreja dos beneditinos de Santo Tirso (Igreja Velha) antigas estruturas medievais.
O bispo de Viseu, D. Miguel da Silva edificou neste local uma igreja e paço abacial anexo, para os quais recorreu aos projectos do arquitecto Francesco de Cremona recrutado em Itália; conjuntamente com o Farol de São Miguel-o-Anjo (concluído em 1527), que dista do local poucas centenas de metros, resultaram da sua acção mecenática e constituíram a primeira manifestação de arquitectura renascentista no Norte de Portugal (a capela-mor e nave da igreja, com o envolvimento da estrutura abaluartada e o desmonte da cobertura, funcionaram como praça de armas do forte).
Com a Guerra da Restauração da independência impôs-se a remodelação da fortificação. Receando uma invasão espanhola pela fronteira norte do reino, o rei D. João IV (1640-56), em 1642 despachou para a cidade do Porto o novo Engenheiro-mor do Reino, o francês Charles Lassart. Este teve oportunidade de constatar, in loco, a ineficácia da estrutura seiscentista diante dos meios ofensivos setecentistas, e elaborou-lhe um novo projeto que a ampliava e reforçava. As obras ficaram a cargo do arquiteto beneditino João Turriano. Entretanto, problemas suscitados pela fonte dos recursos junto à Câmara Municipal do Porto e problemas pessoais do Tenente-governador da fortificação Pinto de Matos (1643-1645) atrasaram sensívelmente o início das obras.
Com a nomeação de Martim Gonçalves da Câmara, como substituto de Pinto de Matos (Maio de 1646), as obras foram finalmente iniciadas, com a demolição da Igreja Velha no mesmo ano. Tornadas prioritárias diante a invasão do Minho por tropas espanholas, encontravam-se concluídas em 1653. Dois anos mais tarde, era considerada a segunda do Reino, logo após a de São Julião, e a chave dela [cidade do Porto] com a qual não só se [a] assegurava mas toda a Província do Entre-Douro e Minho e a da Beira. Ao final do século XVII, em 1684 estava guarnecida por 22 artilheiros, congregando seis regimentos de Cavalaria e dezoito de Infantaria.
No início do século XIX durante a Guerra Peninsular, a 6 de Junho de 1808, o Sargento-mor Raimundo José Pinheiro ocupou as suas instalações, e, na madrugada seguinte, fez hastear no seu mastro a bandeira das Quinas, primeiro ato de reação portuguesa contra a ocupação napoleônica. A fortificação estaria envolvida poucos anos mais tarde nas Revoltas liberais, tendo protegido, durante o cerco do Porto (1832-1833), o desembarque de suprimentos para a cidade.
Em consequência da evolução das embarcações e da artilharia, o forte perdeu gradualmente a sua função defensiva, sendo utilizado como prisão para presos políticos. Em 1759, quando da perseguição da Companhia de Jesus, estiveram lá detidos 227 jesuítas. Entre os nomes ilustres que estiveram detidos nos seus cárceres, destacam-se, à época do Marquês de Pombal, os de Tomás da Silva Teles, visconde de Vila Nova de Cerveira (que lá morreu em 1762), e José de Seabra da Silva e, no século XIX, os liberais José da Silva Passos e duque da Terceira.
No século XX foi residência da poetisa Florbela Espanca, esposa de um dos oficiais da guarnição. 
Depois de estar alguns anos ao abandono, na primeira metade da década de 1990, o monumento sofreu intervenção arqueológica sob a responsabilidade do Gabinete de Arqueologia Urbana da Divisão de Museus e Patrimônio Histórico e Artístico da Câmara Municipal do Porto. 
Atualmente sedia o Instituto da Defesa Nacional.

## Características
No século XVII, o projecto de Lassart, embora modificando a orgânica da estrutura, não tocava no essencial da defesa quinhentista. A antiga igreja, inserida na área militar, foi demolida, desaparecendo a parte central da fachada, sendo abertas as torres, removidas as lajes das campas no seu pavimento (reaproveitadas na alvenaria) e apeada a abóbada (a primeira em estilo renascentista do país). Agora a céu aberto, passou a servir como praça de armas, enquanto os seus anexos foram soterrados para consolidar o terrapleno do baluarte leste. Os nichos dos altares laterais foram entaipados por muros de alvenaria de pedra.
A partir da realidade imposta pela irregularidade do terreno e pela fortificação preexistente, a planta da nova estrutura apresenta o formato de um quadrilátero retangular orgânico com três baluartes e um meio baluarte, concentrando o fogo da artilharia pelo lado de terra, dadas as dificuldades naturais de transposição da barra do rio Douro. O único baluarte de traçado regular é o que aponta para a barra; dos dois voltados para o lado de terra, o do leste, é excepcionalmente pontiagudo, terminando num esporão de grande altura, enquanto que do oeste prolonga-se por um espigão destinado a eliminar um ângulo morto, atualmente quase encoberto pelo aterro viário.
O novo portal de acesso ao forte, em estilo neoclássico, foi construído pelo Engenheiro Reinaldo Oudinot (1796), dotado de ponte levadiça, corredor de entrada acasamatado e corpo de guarda tapando a fachada palaciana no lugar de um revelim seiscentista. Esta foi a última obra promovida, embora ainda se encontrasse incompleta em 1827.